# Liste der Monuments historiques in Guidel
Die Liste der Monuments historiques in Guidel führt die Monuments historiques in der französischen Gemeinde Guidel auf.

## Liste der Bauwerke
| Bezeichnung        | Beschreibung | Standort             | Kennzeichnung | Schutzstatus | Datum | Bild |
| ------------------ | ------------ | -------------------- | ------------- | ------------ | ----- | ---- |
| Kapelle St-Mathieu |              | Saint-Mathieu (Lage) | PA00091258    | Inscrit      | 1934  |      |
| Fort du Loch       |              | Guidel Plage (Lage)  | PA00091259    | Inscrit      | 1960  |      |

## Liste der Objekte
- Monuments historiques (Objekte) in Guidel in der Base Palissy des französischen Kultusministeriums